# Terry Kennedy (jogador de rugby)
Terry Kennedy (4 de julho de 1996) é um jogador de rugby irlandês, que joga na posição de back.

## Carreira
Kennedy foi membro da equipe irlandesa que ganhou as medalhas de prata do Rugby Europe Sevens Grand Prix Series de 2017. Ele também ajudou a Irlanda a vencer o torneio Moscow Sevens de 2018 — ele marcou dois tries na final quando a Irlanda derrotou a Alemanha por 28–7, e foi o maior artilheiro do torneio no geral com nove tries.
Ele marcou um try na final das eliminatórias do Hong Kong Sevens de 2019 para ajudar a Irlanda a derrotar Hong Kong por 28–7 e se classificar para a World Rugby Sevens Series de 2019–20. Foi nomeado membro do HSBC Dream Team, além de ser coroado o Melhor Artilheiro do Try da World Rugby Sevens Series de 2021–22.
Em sua juventude, Kennedy jogou pela seleção nacional sub-20 da Irlanda. Ele era um membro do time sub-20 que foi vice-campeão na final da Copa do Mundo. Kennedy joga seu clube de rugby com o St. Mary's College, com quem ganhou o título All-Ireland League 1B em 2017. Kennedy competiu pela Irlanda na Copa do Mundo de Rúgbi Sevens de 2022 na Cidade do Cabo. Kennedy ganhou o prêmio de Jogador do Ano do Rugby Sevens Masculino de 2022.
O pai de Kennedy, também chamado Terry, foi um jogador internacional de rúgbi irlandês, tendo conquistado 13 vitórias internacionais entre 1978 e 1981.